# Lephalale
Lephalale è un centro abitato del Sudafrica, situato nella provincia del Limpopo. 